# Maja Miljković
Maja Miljković, née le 11 avril 1988 à Leskovac (ex-Yougoslavie, actuelle Serbie), est une joueuse serbe de basket-ball.

## Biographie
A l'Euro 2007, elle joue avec la Serbie qui finit 11e, elle marquant une moyenne de 6,3 pts par match.
A l'Euro 2009, la Serbie finit 13e et dernière ex aequo.
Après deux saisons en Espagne, puis une en Hongrie, elle rejoint la LFB pour 2010-2011 à Bourges. Elle y revient commue pigiste à Tarbes la saison suivante. Elle retrouve l'Euroligue avec le club roumain de Târgovişte. En 2013-2014, elle joue pour le club russe de Ienisseï Krasnoïarsk (8,2 points, 2,8 rebonds, 2,4 passes décisives) et prolonge son contrat d'une saison supplémentaire.
Après la blessure de sa recrue suédoise Linda-Lotta Lehtoranta, le coach des Castors Braine Philip Mestdagh fait appel à elle qui sort d'une saison réussie au Belfius Namur avec 10,6 points et 3,1 rebonds en Division 1 mais aussi 8,4 points et 4,2 passes décisives en Eurocoupe.
En 2019-2020, elle joue pour le club roumain de Satu Mare à 12,6 points et 4,6 rebonds, puis signe en janvier 2021 avec le club de turc de Kayseri Kaski pour lequel elle jouait déjà de 2017 à 2019.
En 2023, elle joue dix rencontres, pour une seule victoire, avec Clarinos De La Laguna (4,1 points à 39,5% de réussite aux tirs, 1,6 rebond et 1,3 passe décisive en 17 minutes. En janvier 2024, elle signe à Saint-Amand pour remplacer Alexis Morris.

## Palmarès

### Jeune
- Médaille d'argent du championnat du monde des 19 ans et moins en 2005[10]

### Clubs
- Championne de France LFB 2010-2011
- Coupe de Roumanie 2013[11]